# Andrzej Wierciński (anthropologue)
Pour les articles homonymes, voir Andrzej Wierciński (homonymie).
Andrzej Wierciński, né le 22 avril 1930 à Chorzów, mort le 8 décembre 2003  à Varsovie) est un  anthropologue spécialiste d'anthropologie des religions, de l'origine des Slaves puis de la kabbale et de la guématrie (numérologie hébraïque).

## Œuvres
- ̆(pl) Andrzej Wierciński, Magia i religia. Szkice z antropologii religii, Zakład Wydawniczy >>NOMOS, 1996 (ISBN 83-88508-46-6)
- ̆(pl) Andrzej Wierciński, Przez wodę i ogień. Biblia i Kabała, Zakład Wydawniczy >>NOMOS, 1996, 259 p. (ISBN 83-85527-36-2)